# Prière de Noël
La Prière de Noël, op. 44, est une œuvre de la compositrice Mel Bonis, datant de 1899.

## Composition
Mel Bonis compose sa Prière de Noël sur un poème d'Amédée-Louis Hettich. L'œuvre, dédiée au professeur Louis-Albert Bourgault-Ducoudray, est publiée aux éditions Leduc en 1899. Elle est rééditée en 2000 par les éditions Armiane.

## Analyse
Le thème de Noël a une grande importance dans l'œuvre de la compositrice, notamment au début de sa vie. La pièce est écrite sur un poème de son amant Amédée-Louis Hettich. C'est une œuvre à caractère spirituel.

## Réception
L'œuvre reçoit les félicitations de Louis-Albert Bourgault-Ducoudray, compositeur et professeur d'histoire de la musique du Conservatoire,. 

## Sources
- Étienne Jardin, Mel Bonis (1858-1937) : parcours d'une compositrice de la Belle Époque, 2020 (ISBN 978-2-330-13313-9 et 2-330-13313-8, OCLC 1153996478, lire en ligne)